# Thomas Winnington
Thomas Winnington (ur. 31 grudnia 1696, zm. 23 kwietnia 1746) – brytyjski polityk, płacmistrz armii w rządzie Henry’ego Pelhama.
Był synem Salweya Winningtona, deputowanego do Izby Gmin z okręgu Bewdley. Wykształcenie odebrał w Westminster School oraz w Christ Church na Uniwersytecie Oksfordzkim. W 1714 r. został przyjęty do Middle Temple.
W 1726 r. został wybrany do Izby Gmin jako reprezentant okręgu Droitwich. Od 1741 r. reprezentował okręg wyborczy Worcester. Był stronnikiem premiera Roberta Walpole’a i w 1730 r. został mianowany lordem Admiralicji. W latach 1736–1742 był lordem Skarbu. W 1741 r. został członkiem Tajnej Rady. W 1743 r. został płacmistrzem armii i pozostał na tym stanowisku aż do swojej śmierci.
Od 1719 r. Winnington był żonaty z Love Reade, córką sir Jamesa Reade’a, 2. baroneta. Małżonkowie nie mieli razem dzieci. Po jego śmierci posiadłość Stanford Court przypadła jego kuzynowi, Edwardowi.